# Лановое
Лановое — денежная подать в Речи Посполитой на землю. Взималась с собственника земли. Размер ланового утверждался решением сейма и рассчитывался исходя из единицы налогообложения — лана.
Лановая подать колебалась от 30 до 150 грошей с лана в год.
C 1629 года лановая подать была заменена на подымное.

## Источник
- Stanisław Russocki, Łanowe, w: Encyklopedia Historii Gospodarczej Polski do 1945, Варшава, 1981, стр. 446.
- Гайдай Л. Історія України в особах, термінах, назвах і поняттях. -Луцьк: Вежа, 2000.
- Рад. енциклопедія історії України.- К., 1969.- т.2.